# Острук-Сосенко Ярослава
Ярослава Сосенко, в шлюбі Острук-Сосенко (1900 — 5 квітня 1973, Філадельфія, США) — українська письменниця, громадська діячка.

## З біографії
Народилася у Боснії (Югославія) в родині службовця. Мешкала в Галичині. Закінчила вчительську семінарію, потім музичний інститут у м. Львові. У роки війни емігрувала до Австрії, потім Німеччини. У 1950 р. прибула до США, працювала на швейній фабриці.
Друкувалася в журналах і газетах «Нові дні», «Овид», «Жіночий світ», «Визвольний шлях».

## Творчість
Авторка повістей «Провалля» (1961), «Оля» (1963), «Родина Ґольдів» (1964), «Хуртовина гряде» (1967), романів «Те, що роз'єднує» (1967), «Коли меркнуть зорі» (1972).
Окремі видання:
- Острук Я. Коли меркнуть зорі: Роман. — Буенос-Айрес: Вид-во Ю. Середяка, 1972. — 267 с.
- Острук Я. Провалля: Повість. — Чикаго, 1961. — 191 с.
- Острук Я. Родина Ґольдів: Повість. — Буенос-Айрес: Вид-во Ю. Середяка, 1964. — 117 с. [Архівовано 19 грудня 2019 у Wayback Machine.]
- Острук Я. Те, що роз'єднує: Роман. — Буенос-Айрес: Вид-во Ю. Середяка, 1969. — 258 с. [Архівовано 19 грудня 2019 у Wayback Machine.]
- Острук Я. Хуртовина гряде: Повість. — Мюнхен: Дніпрова хвиля, 1967. — 189 с. [Архівовано 19 грудня 2019 у Wayback Machine.]
- Сосенко-Острук Я. Оля. Повість. — Мюнхен: Логос, 1963. −152 с. [Архівовано 19 грудня 2019 у Wayback Machine.]